# Takako Hashimoto
Takako Hashimoto, jap. 橋本 多佳子 Hashimoto Takako (* 15. Januar 1899 in Tokio; † 29. Mai 1963), eigentlich Hashimoto Tama (橋本 多満), war eine japanische Haiku-Dichterin der Shōwa-Zeit.

## Leben
Hashimoto Takako wurde am 15. Januar 1899 in Hongō, Tokio als Yamatani Tama (山谷 多満) geboren. Sie besuchte den Fachbereich für japanische Malerei der Kikuzawa-Mädchenschule für Kunst, brach ihre Ausbildung dort jedoch ab.
1917 heiratete sie den vermögenden Architekten Hashimoto Toyojirō (橋本 豊次郎) und veranstaltete in dessen Wohnhaus „kulturelle Treffen“. Von Sugita Hisajo wurde sie in der Haiku-Dichtung unterwiesen und war Schülerin von Yamaguchi Seishi. Sie hinterließ viele leidenschaftliche Liebesgedichte. Auch war sie Herausgeberin der Haiku-Zeitschrift Shichiyō (七曜, „Sieben Wochentage“).

## Haiku-Sammlungen
- Umitsubame (海燕, dt. „Seeschwalbe“), Januar 1941.
- Shinano (信濃), Juni 1951.
- Kōshi (紅絲, dt. „Roter Faden“), Juni 1951.
- Umihiko (海彦), Februar 1957.
- Myōjū (命終, dt. „Lebensende“), Mai 1965.
- Hashimoto Takako Kushū (橋本多佳子句集, dt. „Hashimoto Takako – Haiku-Sammlung“), Februar 1966.
- Hashimoto Takako Zenkushū (橋本多佳子全句集, dt. „Hashimoto Takako – Sämtliche Haiku“), April 1977.

| Personendaten    | Personendaten |
| ---------------- | --- |
| NAME             | Hashimoto, Takako |
| ALTERNATIVNAMEN  | 橋本 多佳子 (japanisch); 三橋 多満 (japanisch, wirklicher Name); Hashimoto Tama (wirklicher Name); 山谷 多満 (japanisch, Geburtsname); Yamatani Tama (Geburtsname) |
| KURZBESCHREIBUNG | japanische Haiku-Dichterin |
| GEBURTSDATUM     | 15. Januar 1899 |
| GEBURTSORT       | Tokio |
| STERBEDATUM      | 29. Mai 1963 |